# Усть-Нерманка
Усть-Нерманка (рос. Усть-Нерманка) — присілок в Лешуконському районі Архангельської області Російської Федерації.
Населення становить 0 осіб. Входить до складу муніципального утворення Юромське муніципальне утворення.

## Історія
Від 1937 року належить до Архангельської області.
Від 2004 року належить до муніципального утворення Юромське муніципальне утворення.

## Населення
| 2002 | 2010 | 2012 |
| ---- | ---- | ---- |
| 0    | →0   | →0   |